# Бореальний
Бореальний — термін, що означає «північний», і утворений від імені давньогрецького бога північного вітру Борея. Зараз терміном «бореальний» позначаються екосистеми, характерні для субарктичних (в Північній півкулі) та субантарктичних (в Південній півкулі) територій. Наприклад, «бореальним лісом» в екології називають тайгу.
Екосистеми, що розташовані безпосередньо на південь (в Північній півкулі) або на північ (в Південній півкулі) від бореальних, називають «гемібореальними».
Також термін «бореальний» може бути застосованим для позначення клімату відповідної географічної зони (бореальний клімат).